# Вінок (збірка)
«Вінок» (біл. «Вянок») — єдина прижиттєва збірка віршів білоруського поета Максима Богдановича.

## Публікація
Книга була опублікована у віленському видавництві Мартина Кухти в 1914 році (на титульній сторінці вказано 1913 рік, але книгу надрукували лише наступного року) накладом у 2000 примірників. У своїх «Спогадах про М. Богдановича» Вацлав Ластовський писав про історію створення «Вінка»: 
За кілька місяців після виїзду з Вільно Максим Богданович надіслав до редакції «Нашої ниви» рукопис, в якому були зібрані його вірші…, під заголовком «Книжка вибраних віршів» з проханням випустити окремою книжечкою. Рукопис цей пролежав в редакції більше півроку, бо не було грошей, щоб його надрукувати. І тільки в 1913 році були здобуті гроші на видання рукопису.Оригінальний текст (біл.)
За некалькі месяцаў пасьля выезду зь Вільні Максім Багдановіч адаслаў у рэдакцыю «Нашай Нівы» рукапіс, у якім былі сабраныя яго вершы…, пад загалоўкам «Кніжка выбраных вершаў» з просьбай выпусьціць асобнай кніжачкай. Рукапіс гэты праляжаў у рэдакцыі больш паўгода, бо не было грошай, каб надрукаваць яго. I толькі ў 1913 годзе былі дабыты грошы на надрукаваньне рукапісу.
 Грошову допомогу для видання збірки надала княгиня Магдалена Радзивілл. На знак вдячності на титульній сторінці книги В. Івановский та І. Луцькевіч росмістили герб Завішів «Лебідь».

## Зміст
До «Вінка» увійшли 92 вірші і 2 поеми, написані Богдановичем в 1909—1912 роках. Вірші об'єднані в цикли: «У зачарованім царстві», «Звуки Батьківщини», «Стара Білорусь», «Міста», «Думи», «Вольнії думи», «Стара спадщина», «Мадонни». Богданович хотів включити до збірки також розділи «Кохання і смерть» і «З чужого ґрунту» (пераклади), але вони до книги не потрапили і були опубліковані вже після смерті поета.

## Характеристика
Першу рецензію на збірку «Вінок», написав Антон Луцкевич. В статті під назвою «Співак чистої краси» (біл. «Пясняр чыстай красы») він писав:
 … не суспільні теми займають головним чином поета: він насамперед шукає чистої краси. (…)
Богданович вміє все оживити, перетворивши по своєму. І легко ллються його вірші філігранної роботи, і кожен формою підходить до думки. Думок тих — багато, і ось бачимо в вінку вірші такої форми, такої будови, — часто дуже рідкісної, — якою можуть похвалитися тільки найбільш культурні народи з найрозвиненішою літературною мовою, здається, коли б наш «співак краси» мав лише одну мету: показати що білоруська мова може розвиватися, як мова літературна — то він цієї мети досяг.Оригінальний текст (біл.)
... не грамадзкіе тэмы займаюць глаўним чинам паэта: он перш за ўсё шукае чыстай красы. (...)
Багдановіч умее ўсё ажывіць, ператварыўшы па-свойму. І лёгка льюцца яго вершы кунштоўнай філіграннай работы, а кожын формаю падходзіць да думкі. Думак тых – багата, і вось бачым у вянку вершы такой формы,такой будовы, – часта вельмі рэдкай, – якой могуць пахваліцца толькі найбольш культурныя народы з найвышэй разьвітай літаратурнай мовай, здаецца, калі б наш «песьняр краси» маў толькі адну мэту: паказаць што беларуская мова можэ развівацца, як мова літэратурная — дык ён гэтай мэты дайшоў.

## Переклади українською

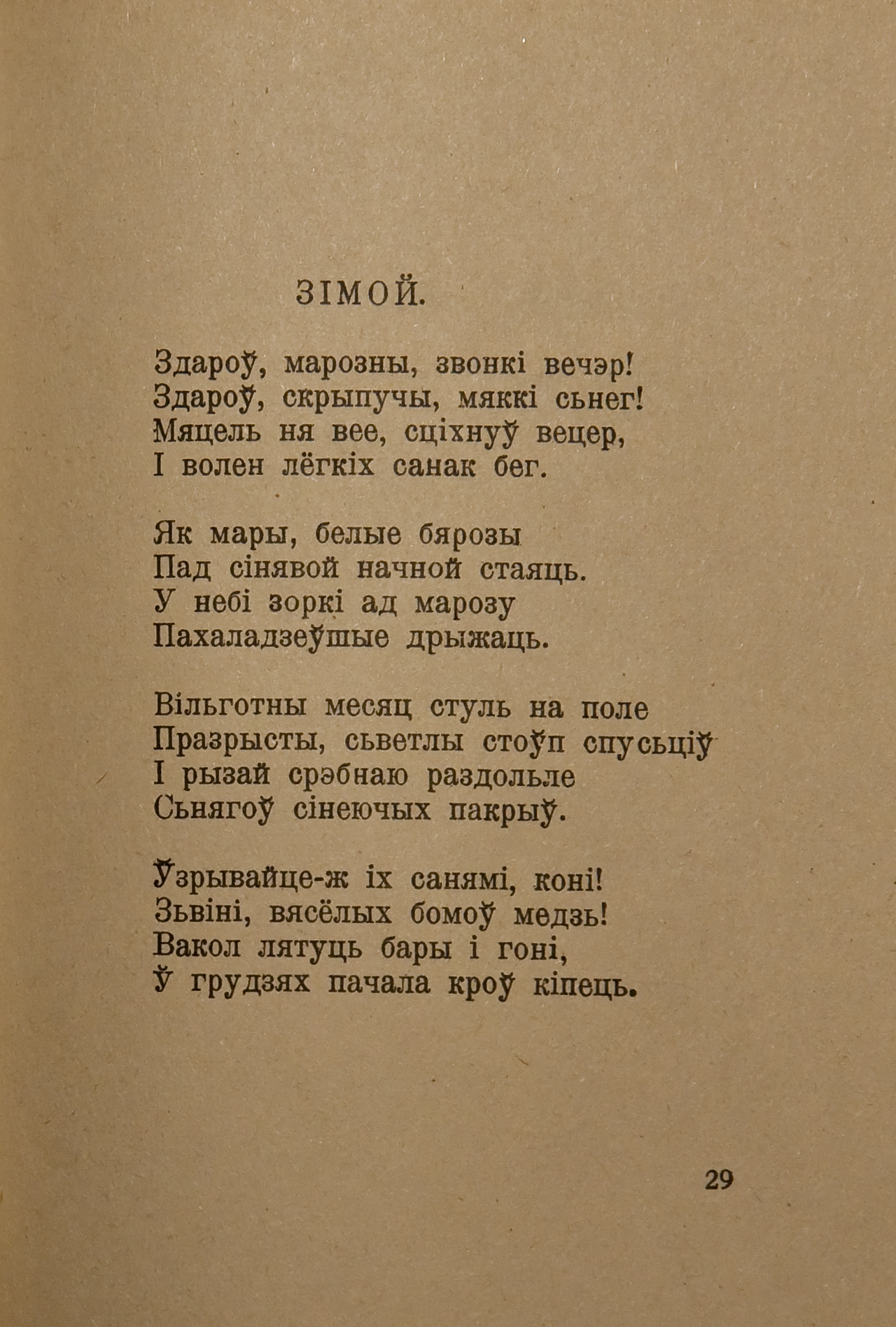
Вірш «Зимою» з першого видання збірки «Вінок»

Перший український переклад «Вінка» зробив Михайло Драй-Хмара у 1929 році. Драй-Хмара переклав понад 40 поезій, серед яких, такі відомі вірші Максима Богдановича, як «В єгипетській далекій стороні…», «Погоня», «Краю мій рідний, проклятий від Бога…», «Пугач», «Озеро», «Лист до Ластовського», «Поетові», «Переписувач», «Слуцькі ткалі», «Чуєш гук? Це сумний і похмурий лісун…», «На сонце подивився я…», «Народе мій, скільки вже літ…».
Наступні видання творів Богдановича українською мовою «Лірика» (1967 р.) та «Стратим-лебідь. Зібрання творів» (2002 р.) містять переклади віршів зі збірки «Вінок», здійснені Г. Кочуром, Р. Лубківським, Д. Паламарчуком, В. Лучуком та іншими.